# 劉武
劉 武（りゅう ぶ、? - 紀元前144年）は、前漢の皇族。文帝の子で景帝の同母弟。

## 経歴

### 生まれ
父は文帝、母は竇皇后。文帝前2年（紀元前178年）に代王に封ぜられ、翌年に淮陽王に遷る。文帝前12年（紀元前168年）に梁王に遷る。
文帝の死後、景帝前3年（紀元前154年）、景帝は皇太子を立てておらず、景帝は宴席で梁王武に「自分が世を去ったら王に位を伝えよう」と言った。王はこの言葉は本気ではないと思いながらも喜び、母の皇太后もそうするべきだと思った。

### 呉楚七国の乱での功績
その年、呉楚七国の乱が起こると、呉・楚・趙の各国はまず梁を攻撃し、数万人を殺害した。梁王は籠城して守るとともに、韓安国・張羽らを将軍として呉・楚の軍勢を防いだ。このため呉・楚は梁より西には行けず、周亜夫らに敗れて反乱は失敗した。梁が殺害または捕虜とした兵数は漢と同じくらいの数だったという。
梁王は皇太后の産んだ末っ子であることから愛されており、下賜は莫大であった。また景帝にとって最も親しく、功績もあり、豊かな大国を領有していた。梁王は大きな苑を作り、城を拡張して宮殿を造った。また、天子の旗を賜り、車千台に騎兵一万人を従え、先払いを出すなど、天子に匹敵する態度であった。また羊勝・公孫詭・鄒陽といった各地の豪傑や遊説の徒を招き、武器や弩を数十万制作し、膨大な金銭を蔵し、宝物は首都よりも多かった。
その後、梁王が首都に入朝すると、景帝は天子の副車で彼を出迎え、滞在を許した。朝廷内にあっては皇帝のそばに侍し、外出時は同じ車で狩猟に興じた。梁の侍中・郎などは漢の宦官のように殿中への出入りを許された。

### 後継問題
景帝前7年（紀元前150年）に景帝が栗太子（劉栄）を廃位すると、皇太后は梁王を後継者にしようと考えた。しかし袁盎や大臣たちが皇帝を説得したためこの話は沙汰止みとなり、梁王も敢えて言わなかったので世間がこのことを知ることはなく、梁王は帰国した。
その年に景帝が新たに皇太子（後の武帝）を立てると、梁王は袁盎らを恨み、袁盎ら十数人を暗殺した。景帝は梁王が黒幕ではないかと疑い実行犯を追ったところ、実際に梁王の仕業であることが分かった。そこで使者が道に並ぶほどになり、梁王の件を取り調べた。陰謀を練った羊勝や公孫詭は匿われていたが、梁相の軒丘豹や梁内史の韓安国が諫言したため、羊勝と公孫詭を自殺せしめた。これにより景帝は梁王にも恨みを抱いたが、梁王は韓安国を派遣して皇太后に謝罪させたため許された。
景帝の怒りは和らいだため、梁王は上書して入朝を願った。入朝すると梁王は斧の前に伏して謝罪したため、皇太后と景帝は喜び元のような関係となったが、景帝は以前より梁王を疎んじるようになり、同じ車には乗らなくなった。
その後、梁王が首都への滞在を願った時には許さず、梁王は帰国すると鬱々として気が晴れなかった。そんな折、足が背中の上に出ているという牛が献上され、梁王はそれを悪く感じた。その年の6月に熱病となり、6日に死去して、孝王と諡された。
皇太后は梁王の死を聞くと号泣して食事を取らず、「皇帝がわが子を殺したのだ」と言った。景帝もどうしたらいいかわからなかったが、長公主の計により、梁国を分割して梁王の男子5人全員を王とし、女子5人全てに湯沐邑を与えることで皇太后の悲しみは癒え、食事を再開した。

## 子
- 梁共王 劉買
- 済川王 劉明 - 罪により廃された
- 済東王 劉彭離 - 奴隷を伴い領民への虐殺・強奪を繰り返し、武帝によって廃され平民に落とされた[1]。中国で記録に残る最古のシリアルキラーとも看做されている。
- 山陽哀王 劉定 - 死亡後後継者がなく断絶
- 済陰哀王 劉不識 - 死亡後後継者がなく断絶

## 子孫
後漢の劉梁とその孫の劉楨は劉武の子孫で、さらに三国時代の魏の数学者の劉徽は、梁敬王劉定国（劉買の曾孫）の孫の甾郷侯劉逢喜の末裔と伝わる。